# Carl Adrian von Arnstedt
Freiherr Carl Adrian von Arnstedt (* 11. September 1716 in Groß Werther,  Grafschaft Hohenstein; † 11. März 1800 ebenda) war ein preußischer Gutsherr und Beamter.

## Leben

### Familie
Carl Adrian war der Sohn von Wilhelm Christian von Arnstedt (* 29. Dezember 1655 in Barleben; † 28. August 1726 in Groß Werther), Erbherr von Groß Werther und hessen-kasselscher Oberstleutnant und dessen Ehefrau Maria Anna Gertrude (* 15. Mai 1683 in Klingen; † 19. Februar 1755 in Magdeburg), eine Tochter des kursächsischen Leutnants Wolf Georg von Uder (* um 1640); sein Bruder war der Oberst Christian Heinrich Wilhelm von Arnstedt.
Er heiratete am 13. Juni 1751 in Nieder-Sickte Christiane Louise Antoinette von Lüdecke (* 25. Februar 1734 in Walkenried; † 16. März 1779 in Ellrich), Tochter von Urban-Diedrich von Lüdecke (1688–1755) und Enkelin des Kanzlers in Wolfenbüttel, Urban Dietrich von Lüdecke. Sie besaß später die Güter Haferungen, Rüxleben und Groß Wechsungen im Wert von 60.000 Talern.
Gemeinsam mit seiner Ehefrau hatte er neun Kinder, denen er ein Vermögen von mindestens 113.000 Taler hinterließ.
Von seinen Kindern sind namentlich bekannt:
- Carl Anton (* 28. Juli 1752 in Halberstadt; † 2. Oktober 1822 in Höxter), Stiftshauptmann und Finanzrat ⚭ 1780 Sophie Charlotte Eleonote von Arnstedt (* 25. Juli 1761; † 2. Juli 1835)
- Wilhelm Urban (* 23. Mai 1756; † 27. März 1836), Rittmeister im Regiment Gens d‘ armes, Herr auf Großwerthern
- Wilhelmine Henriette Philippine (* 20. Januar 1763; † 23. März 1814) ⚭ Carl Ernst von Hagen (* 2. Dezember 1749 in Magdeburg; † 15. Januar 1810 in Hausnienburg bei Huy), Landrat[3];
- Juliane Caroline Henriette (* 20. April 1764; † 23. Oktober 1793) ⚭ August Christian Friedrich von Boden (* 1755; † 1804) Kriegs- und Domänenrat
- Johanna Friederike Auguste (* 22. Juni 1765 in Halberstadt; † 13. September 1851 in Berlin) ⚭ Eberhard Herwarth von Bittenfeld, Generalmajor; zu ihren Kindern gehörten unter anderem der Generalfeldmarschall Eberhard Herwarth von Bittenfeld sowie die Generäle Hans Paulus Herwarth von Bittenfeld und Friedrich Herwarth von Bittenfeld.
- Friedrich Adrian (* 25. Juni 1770 in Halberstadt; † 19. Januar 1833 in Nordhausen), Landrat;
- Friedrich Wilhelm (* 20. September 1772; † 22. März 1846), Leutnant im halberstädtischen Infanterie-Regiment, Major a. D. ⚭ Charlotte Sophie Philippine Heyer (* 28. Dezember 1779; † 11. Oktober 1843)
- Sophie Charlotte Antoniette (* 5. August 1774; † 25. September 1806) ⚭ Ludwig Georg Christoph von Werthern († 14. April 1814), Eltern von Friedrich von Werthern
- Charlotte Henriette Luise (* 9. März 1777; † 18. September 1859)[4] ⚭ Karl Friedrich Ferdinand von Mauderode († 23. September 1838), Major a. D., Eltern von Gustav von Mauderode

### Werdegang
Carl Adrian von Arnstedt besuchte von 1734 bis 1736 die Klosterschule Ilfeld und immatrikulierte sich am 7. September 1737 zu einem Studium der Rechtswissenschaften an der Universität Halle.
Seit 1742 war Carl Adrian Kriegs- und Domänenrat sowie Landrat in Schadeleben, ein Amt, das er zunächst gemeinsam mit Eberhard Sigismund von Bortfeld (1689–1756) ausübte.
1753 war er für die Steuer- und Servisangelegenheiten sowie für verschiedene weitere Ämter in Hohenstein zuständig; 1764 bat er vergeblich um das Amt des Kammerpräsidenten der Kriegs- und Domänenkammer in Halberstadt, deren ältester Kriegs- und Domänenrat er seit 1767 war.
Am 4. April 1770 meinte König Friedrich II., als Carl Adrian von Arnstedt um eine sofortige Verbesserung seiner Stellung bat, ich kenne ihn nicht, habe weder gutes noch schlechtes von ihm gehört.
Im Januar 1771 trat er die Nachfolge des verstorbenen Freiherrn Wilhelm Rudolph von Werthern (1719–1770) als Direktor der Kammerdeputation in Ellrich an und erhielt zugleich den Charakter Geheimer Rat.
Friedrich II. wies am 3. Februar 1772 seinen Antrag zurück, der Grafschaft Hohenstein freien Handel und eine besondere Akzise- u. Zolleinrichtung zu gewähren. Im Zuge der Auflösung der Kammerdeputation in Ellrich im Juni 1787 wurde Carl Adrian von Arnstedt pensioniert und erhielt hierfür 500 Taler.
Von Arnstedt starb als hohensteinischer Ständedirektor und Besitzer von Groß Werther und dazu Erbherr auf Haferungen, Großwechsungen und Rüxleben. Bei seinem Tod wurden seine Güter auf einen Wert von 120.000 Talern geschätzt.